# Black Elk Peak Lookout Tower
La Black Elk Peak Lookout Tower – ou autrefois Harney Peak Lookout Tower – est une tour de guet du comté de Pennington, dans le Dakota du Sud, aux États-Unis. Située au sommet du pic Black Elk, le sommet des Black Hills qui est le point culminant de l'État, elle est protégée au sein de la forêt nationale des Black Hills. Construite en 1938, elle est inscrite au Registre national des lieux historiques depuis le 10 mars 1983.